# نام‌شناسی
نام‌شناسی یا اُنوماستیک (فرانسوی: onomastique‎) دانش مطالعهٔ منشأ، تاریخ و استفاده از اسم‌های خاص است. جای‌نام‌شناسی (توپونیمی یا توپونوماستیک یا دانش بررسی نام مکان‌ها)، یکی از شاخه‌های اصلی نام‌شناسی است. شاخهٔ دیگر، آنتروپونوماستیک (فرانسوی: anthroponomastique‎) است که به بررسی نام انسان‌ها (افراد) می‌پردازد. نام‌شناسی می‌تواند در داده‌کاوی با نرم‌افزار کاربردی مفید باشد.

## مطالعات جنسیتی
نام‌شناسی به‌طور گسترده در مطالعات جنسیتی برای پی بردن به جنس نام شخصی استفاده شده‌است و در بسیاری از کشورها و فرهنگ‌ها، با دقتی در بازهٔ ۹۵–۹۹٪، از روش‌های بسیار دقیق به‌شمار می‌رود.